# Alec Coppel
Pour les articles homonymes, voir Coppel.
Alec Coppel est un écrivain, dramaturge et scénariste australien né le 17 septembre 1907 à Melbourne et mort le 22 janvier 1972 à Londres (Angleterre).

## Biographie
Il fait ses études à la Wesley College de Melbourne et part en 1927 en Angleterre à l'université de Cambridge dans l'intention d'étudier la médecine. Mais il se lance à la place dans l'écriture. Il connaît son premier succès en 1937 avec la pièce I Killed the Count dont il tire un roman en 1939 qu'il adaptera ensuite pour le cinéma et la télévision (en 1948 et 1956)
Il retourne en Australie en 1940 lors du déclenchement de la Seconde Guerre mondiale. Il travaille à la radio et met en scène des pièces à Sydney, tout en continuant à écrire. À la fin de la guerre, il revient en Angleterre et reprend son travail de scénariste, adaptant plusieurs de ses œuvres comme dans The Smart Aleck (en) de John Guillermin d'après sa pièce Mr Smart Guy, ou L'assassin court toujours d'Anthony Kimmins d'après son roman Mr. Denning Drives North.
En 1953, il écrit le scénario du film Capitaine Paradis d'Anthony Kimmins et devient le premier scénariste australien à être nommé aux Oscars. Il s'installe alors aux États-Unis et collabore entre autres avec Alfred Hitchcock sur La Main au collet (1955) et Vertigo (1958) d'après le roman D'entre les morts de Boileau-Narcejac.
En parallèle à sa carrière de scénariste, il continue d'écrire plusieurs pièces de théâtre. The Gazebo, écrite en 1958 en collaboration avec sa femme Myra, est jouée à Broadway et rencontre un grand succès. Elle est adaptée l'année suivante par George Wells pour le film de George Marshall Un mort récalcitrant, puis en 1971 par Claude Magnier et Jean Girault pour Jo, avec Louis de Funès.
Au début des années 1960, Coppel retourne en Angleterre où il continue à écrire pour le théâtre et le cinéma. Il est également l'auteur de six romans policiers dont trois titres ont été traduits en France : Scotland Yard en échec (A Man About a Dog) aux éditions Albin Michel, L'assassin revient toujours (Mr Denning Drives North) dans la Série noire et Choc (Moment to Moment) aux Presses de la Cité.
Il meurt à Londres en 1972.

## Œuvres

### Romans
- I Killed the Count (1939)
- A Man About a Dog ou Over the Line (1947) Publié en français sous le titre Scotland Yard en échec, Paris, Albin Michel, coll. Le Limier no 18, 1949.
- Mr Denning Drives North (1950) Publié en français sous le titre L'assassin revient toujours, Paris, Gallimard, coll. Série noire no 172, 1953, réed. Paris, Gallimard, coll. Carré noir no 486, 1983.
- The Last Parable (1953)
- Moment to Moment (1966) Publié en français sous le titre Choc, Paris, Presses de la Cité, coll. Un mystère, 2e série, no 15, 1966.
- Tweedledum and Tweedledee (1967)

### Pièces de théâtre
- Short Circuit (1935)
- The Stars Foretell (1936)
- I Killed the Count (1937)
- Let’s Pretend (1938)
- Believe it Or Not (1940)
- The Smart Aleck (1941)
- My Friend Lester (1947)
- A Man About a Dog (1949)
- The Genius and the Goddess (1957)
- The Joshua Tree (1958)
- Oh, Captain! (1958) d'après le film Capitaine Paradis (The Captain's Paradise)
- The Gazebo (1958)
- Viva Le Difference (1960)
- The Captain's Paradise (1961)
- Not in My Bed, You Don’t (1968)
- Cadenza (1977)
- A Bird in Nest
- Chip, Chip, Chip

## Filmographie

### Cinéma

#### En tant que scénariste
- 1939 : Mademoiselle Crésus (Over the Moon)
- 1939 : Just Like a Woman (en)
- 1946 : Smithy
- 1948 : Brass Monkey (en)
- 1948 : Les Ennemis amoureux (Woman Hater)
- 1949 : L'Obsédé (Obsession) d'Edward Dmytryk
- 1950 : Two on the Tiles (en)
- 1951 : L'assassin court toujours (en) (Mr. Denning Drives North),
- 1951 : Le Voyage fantastique (No Highway in the Sky)
- 1951 : The Smart Aleck (en)
- 1953 : Capitaine Paradis (The Captain's Paradise)
- 1954 : L'Enfer au-dessous de zéro (Hell Below Zero)
- 1954 : Le Serment du chevalier noir (The Black Knight)
- 1955 : La Main au collet (To Catch a Thief)
- 1957 : Appointment with a Shadow (en)
- 1957 : Sueurs froides (Vertigo)
- 1962 : Le Mercenaire (La Congiura dei dieci)
- 1966 : Moment to Moment
- 1968 : Un amant dans le grenier (The Bliss of Mrs. Blossom)
- 1971 : Le Plaisir des dames (The Statue)

#### En tant qu'auteur de l’œuvre originale
- 1939 : I Killed the Count (en)
- 1948 : Les Ennemis amoureux (Woman Hater)
- 1949 : Obsession d'après le roman A Man About a Dog
- 1951 : L'assassin court toujours (en) (Mr. Denning Drives North), d'après le roman L'Assassin revient toujours
- 1951 : The Smart Aleck (en), d'après la pièce Mr Smart Guy
- 1959 : Un mort récalcitrant (The Gazebo), d'après la pièce The Gazebo
- 1968 : Un amant dans le grenier (The Bliss of Mrs. Blossom), d'après la pièce A Bird in the Nest
- 1971 : Le Plaisir des dames (The Statue), d'après la pièce Chip, Chip, Chip
- 1971 : Jo, d'après la pièce The Gazebo
- 1995 : Une femme dans les bras, un cadavre dans le dos, d'après la pièce The Gazebo

### Télévision

#### En tant que scénariste ou auteur de l’œuvre originale
- 1948 : ITV Play of the Week, épisode I Killed the Count
- 1952 : Tales of Tomorrow, épisode The Exile
- 1957 : Alcoa Theatre, épisode Circumstantial
- 1957 : Alfred Hitchcock présente, épisodes 2.25, 2.26, 2.27, 3.10 et 3.15.
- 1958 : Schlitz Playhouse of Stars, épisode The Contest of Ladies
- 1959 : General Electric Theater, épisode Man on a Bicycle
- 1960 : The Four Just Men, épisodes The Man in the Royal Suites, The Beatniques et The Prime Minister
- 1963 : Suspicion, épisode The Dark Pool
- 1965 : Haute Tension, épisode Attention au faux pas (1.4)
- 1964 : Der Aussichtsturm
- 1971 : A Kiss is Just a Kiss
- 1972 : ITV Saturday Night Theatre : A Man About a Dog

## Sources
- Claude Mesplède (dir.), Dictionnaire des littératures policières, vol. 1 : A - I, Nantes, Joseph K, coll. « Temps noir », 2007, 1054 p. (ISBN 978-2-910-68644-4, OCLC 315873251), p. 278.
- Claude Mesplède et Jean-Jacques Schleret (Éd. rév. de: SN, voyage au bout de la Noire), Les auteurs de la Série noire, 1945-1995, Nantes, Joseph K, coll. « Temps noir », 1996, 627 p. (ISBN 978-2-910-68611-6).